# Янішовиці (Кросненський повіт)
Янішовиці (пол. Janiszowice) — село в Польщі, у гміні Бобровиці Кросненського повіту Любуського воєводства.
Населення — 147 осіб (2011).
У 1975-1998 роках село належало до Зеленогурського воєводства.

## Демографія
Демографічна структура станом на 31 березня 2011 року:
|          | Загалом | Допрацездатний вік | Працездатний вік | Постпрацездатний вік |
| -------- | ------- | ------------------ | ---------------- | -------------------- |
| Чоловіки | 72      | 10                 | 53               | 9                    |
| Жінки    | 75      | 11                 | 43               | 21                   |
| Разом    | 147     | 21                 | 96               | 30                   |